# Rally di Monte Carlo 2000
Il Rally di Monte Carlo 2000, ufficialmente denominato 68ème Rallye Automobile Monte-Carlo, è stata la prima prova del campionato del mondo rally 2000 nonché la sessantottesima edizione del Rally di Monte Carlo e la ventiseiesima con valenza mondiale. La manifestazione si è svolta dal 20 al 22 gennaio sugli asfalti ghiacciati delle Alpi francesi a nord del Principato di Monaco con le prime due frazioni basate a Gap, in Francia, per terminare il rally a Monte Carlo nell'ultima giornata.
L'evento è stato vinto dal finlandese Tommi Mäkinen, navigato dal connazionale Risto Mannisenmäki, al volante di una Mitsubishi Lancer Evo VI della squadra Marlboro Mitsubishi Ralliart, davanti alla coppia spagnola formata da Carlos Sainz e Luis Moya su Ford Focus WRC 00 della scuderia Ford Martini e all'altro binomio finlandese composto da Juha Kankkunen e Juha Repo, su Subaru Impreza WRC99 del Subaru World Rally Team.
Gli austriaci Manfred Stohl e Peter Müller, su Mitsubishi Lancer Evo VI, hanno invece conquistato la vittoria nella categoria PWRC.

## Dati della prova
| Denominazione ufficiale             | Rallye Automobile de Monte-Carlo |
| Edizione N°                         | 68 |
| Tappa N°                            | 1 di 14 |
| Data manifestazione                 | da giovedì 20/01/2000 a sabato 22/01/2000 |
| Sede ospitante                      | Monte Carlo, Principato di Monaco |
| Sedi del parco assistenza           | Prima frazione: La Scoperta, La Turbie (Alpi Marittime, Provenza-Alpi-Costa Azzurra); Saint-André-les-Alpes (Alpi dell'Alta Provenza, Provenza-Alpi-Costa Azzurra); Tallard (Alte Alpi, Provenza-Alpi-Costa Azzurra). Seconda frazione: Tallard; Buis-les-Baronnies (Drôme, Alvernia-Rodano-Alpi). Terza frazione: Tallard; Saint-André-les-Alpes; La Scoperta, La Turbie. |
| Superficie                          | Asfalto/Neve |
| Iscritti                            | 92 |
| Partiti                             | 91 |
| Arrivati                            | 59 (64,8%) |
| Prove speciali previste             | 15 |
| Prove speciali disputate            | 14 (1 cancellata) |
| Prova più breve                     | 17,94 km (PS4 e PS11: Selonnet) |
| Prova più lunga                     | 48,55 km (PS8: Plan de Vitrolles) |
| Prova più lenta                     | velocità media di 72,38 km/h (PS5: Rochebrune 1) |
| Prova più veloce                    | velocità media di 101,56 km/h (PS9: Prunieres 1) |
| Lunghezza prove speciali previste   | 412,81 km |
| Lunghezza prove speciali disputate  | 381,41 km (26,6% della distanza totale effettiva - cancellati 31,40 km) |
| Lunghezza complessiva trasferimenti | 1053,44 km |
| Distanza totale effettiva           | 1434,85 km |

## Itinerario
| Frazione            | Prova  | Ora    | Nome                                         | Partenza                                     | Arrivo                                       | Lunghezza | Totale    |
| ------------------- | ------ | ------ | -------------------------------------------- | -------------------------------------------- | -------------------------------------------- | --------- | --------- |
| Frazione 1 (20 gen) |        | 10:50  | Assistenza – La Scoperta, La Turbie (10 min) | Assistenza – La Scoperta, La Turbie (10 min) | Assistenza – La Scoperta, La Turbie (10 min) | –         | 112,83 km |
| Frazione 1 (20 gen) | PS1    | 12:03  | Tourette du Chateau                          | Tourette-du-Château                          | Saint-Antonin                                | 24,81 km  | 112,83 km |
| Frazione 1 (20 gen) | PS2    | 12:36  | St. Pierre                                   | Saint-Pierre                                 | Entrevaux                                    | 30,63 km  | 112,83 km |
| Frazione 1 (20 gen) |        | 13:52  | Assistenza – Saint-André-les-Alpes (20 min)  | Assistenza – Saint-André-les-Alpes (20 min)  | Assistenza – Saint-André-les-Alpes (20 min)  | –         | 112,83 km |
| Frazione 1 (20 gen) | PS3    | 14:40  | Norante                                      | Chaudon-Norante                              | Digne-les-Bains                              | 19,75 km  | 112,83 km |
| Frazione 1 (20 gen) |        | 16:26  | Assistenza – Tallard (20 min)                | Assistenza – Tallard (20 min)                | Assistenza – Tallard (20 min)                | –         | 112,83 km |
| Frazione 1 (20 gen) | PS4    | 17:28  | Selonnet 1                                   | Saint-Martin-lès-Seyne                       | Bréziers                                     | 17,94 km  | 112,83 km |
| Frazione 1 (20 gen) | PS5    | 18:01  | Rochebrune 1                                 | Piégut                                       | Venterol                                     | 19,70 km  | 112,83 km |
| Frazione 1 (20 gen) |        | 18:35  | Assistenza – Tallard (45 min)                | Assistenza – Tallard (45 min)                | Assistenza – Tallard (45 min)                | –         | 112,83 km |
|                     |        |        |                                              |                                              |                                              |           |           |
| Frazione 2 (21 gen) |        | 07:20  | Assistenza – Tallard (10 min)                | Assistenza – Tallard (10 min)                | Assistenza – Tallard (10 min)                | –         | 162,35 km |
| Frazione 2 (21 gen) | PS6    | 08:38  | L'Epine                                      | L'Épine                                      | Rosans                                       | 31,40 km  | 162,35 km |
| Frazione 2 (21 gen) |        | 10:18  | Assistenza – Buis-les-Baronnies (20 min)     | Assistenza – Buis-les-Baronnies (20 min)     | Assistenza – Buis-les-Baronnies (20 min)     | –         | 162,35 km |
| Frazione 2 (21 gen) | PS7    | 11:11  | Ruissas                                      | Montauban-sur-l'Ouvèze                       | Ballons                                      | 27,70 km  | 162,35 km |
| Frazione 2 (21 gen) |        | 12:51  | Assistenza – Tallard (20 min)                | Assistenza – Tallard (20 min)                | Assistenza – Tallard (20 min)                | –         | 162,35 km |
| Frazione 2 (21 gen) | PS8    | 13:29  | Plan de Vitrolles                            | Vitrolles                                    | Ventavon                                     | 48,55 km  | 162,35 km |
| Frazione 2 (21 gen) |        | 15:25  | Assistenza – Tallard (20 min)                | Assistenza – Tallard (20 min)                | Assistenza – Tallard (20 min)                | –         | 162,35 km |
| Frazione 2 (21 gen) | PS9    | 16:28  | Prunieres                                    | Prunières                                    | Embrun                                       | 34,12 km  | 162,35 km |
| Frazione 2 (21 gen) | PS10   | 17:31  | Saint Clement                                | Saint-Clément-sur-Durance                    | Saint-Sauveur                                | 20,58 km  | 162,35 km |
| Frazione 2 (21 gen) |        | 18:51  | Assistenza – Tallard (45 min)                | Assistenza – Tallard (45 min)                | Assistenza – Tallard (45 min)                | –         | 162,35 km |
|                     |        |        |                                              |                                              |                                              |           |           |
| Frazione 3 (22 gen) |        | 06:20  | Assistenza – Tallard (10 min)                | Assistenza – Tallard (10 min)                | Assistenza – Tallard (10 min)                | –         | 137,63 km |
| Frazione 3 (22 gen) | PS11   | 07:12  | Selonnet 2                                   | Saint-Martin-lès-Seyne                       | Bréziers                                     | 17,94 km  | 137,63 km |
| Frazione 3 (22 gen) | PS12   | 07:45  | Rochebrune 2                                 | Piégut                                       | Venterol                                     | 19,70 km  | 137,63 km |
| Frazione 3 (22 gen) |        | 08:19  | Assistenza – Tallard (20 min)                | Assistenza – Tallard (20 min)                | Assistenza – Tallard (20 min)                | –         | 137,63 km |
| Frazione 3 (22 gen) | PS13   | 09:25  | Sisteron                                     | Sisteron                                     | Thoard                                       | 36,94 km  | 137,63 km |
| Frazione 3 (22 gen) |        | 11:33  | Assistenza – Saint-André-les-Alpes (20 min)  | Assistenza – Saint-André-les-Alpes (20 min)  | Assistenza – Saint-André-les-Alpes (20 min)  | –         | 137,63 km |
| Frazione 3 (22 gen) | PS14   | 12:40  | Saint Auban                                  | Saint-Auban                                  | Sigale                                       | 29,17 km  | 137,63 km |
| Frazione 3 (22 gen) |        | 14:40  | Assistenza – La Scoperta, La Turbie (20 min) | Assistenza – La Scoperta, La Turbie (20 min) | Assistenza – La Scoperta, La Turbie (20 min) | –         | 137,63 km |
| Frazione 3 (22 gen) | PS15   | 15:56  | Sospel                                       | Sospel                                       | La Bollène-Vésubie                           | 33,88 km  | 137,63 km |
| Frazione 3 (22 gen) |        | 17:46  | Assistenza – La Scoperta, La Turbie (20 min) | Assistenza – La Scoperta, La Turbie (20 min) | Assistenza – La Scoperta, La Turbie (20 min) | –         | 137,63 km |
| Totale              | Totale | Totale | Totale                                       | Totale                                       | Totale                                       | Totale    | 412,81 km |

## Risultati

### Classifica
| Pos.                                        | Nº       | Pilota            | Co-pilota          | Auto                         | Squadra                      | Classe    | Tempo     | Distacco | Punti    |
| Generale                                    | Generale | Generale          | Generale           | Generale                     | Generale                     | Generale  | Generale  | Generale | Generale |
| ------------------------------------------- | -------- | ----------------- | ------------------ | ---------------------------- | ---------------------------- | --------- | --------- | -------- | -------- |
| 1.                                          | 1        | Tommi Mäkinen     | Risto Mannisenmäki | Mitsubishi Lancer Evo VI     | Marlboro Mitsubishi Ralliart | WRC       | 4h23'35"8 | –        | 10       |
| 2.                                          | 6        | Carlos Sainz      | Luis Moya          | Ford Focus WRC 00            | Ford Martini                 | WRC       | 4h25'00"7 | +1'24"9  | 6        |
| 3.                                          | 4        | Juha Kankkunen    | Juha Repo          | Subaru Impreza WRC99         | Subaru World Rally Team      | WRC       | 4h26'57"2 | +3'21"4  | 4        |
| 4.                                          | 8        | Toni Gardemeister | Paavo Lukander     | SEAT Córdoba WRC Evo2        | SEAT Sport                   | WRC       | 4h27'20"9 | +3'45"1  | 3        |
| 5.                                          | 18       | Bruno Thiry       | Stéphane Prévot    | Toyota Corolla WRC           | H.F. Grifone SRL             | WRC       | 4h28'24"2 | +4'48"4  | 2        |
| 6.                                          | 2        | Freddy Loix       | Sven Smeets        | Mitsubishi Carisma GT Evo VI | Marlboro Mitsubishi Ralliart | WRC       | 4h30'39"9 | +7'04"1  | 1        |
| 7.                                          | 11       | Armin Schwarz     | Manfred Hiemer     | Škoda Octavia WRC            | Škoda World Rally Team       | WRC       | 4h33'24"1 | +9'48"3  | -        |
| 8.                                          | 20       | Olivier Burri     | Christophe Hofmann | Toyota Corolla WRC           | -                            | WRC       | 4h34'17"2 | +10'41"4 | -        |
| 9.                                          | 21       | Manfred Stohl     | Peter Müller       | Mitsubishi Lancer Evo VI     | -                            | N4 / PWRC | 4h44'17"6 | +20'41"8 | -        |
| 10.                                         | 12       | Luis Climent      | Álex Romaní        | Škoda Octavia WRC            | Škoda World Rally Team       | WRC       | 4h44'25"3 | +20'49"5 | -        |
| Campionato del mondo per vetture Produzione |          |                   |                    |                              |                              |           |           |          |          |
| 1. (9.)                                     | 21       | Manfred Stohl     | Peter Müller       | Mitsubishi Lancer Evo VI     | -                            | N4 / PWRC | 4h44'17"6 | –        | 10       |
| 2. (11.)                                    | 16       | Gustavo Trelles   | Martin Christie    | Mitsubishi Lancer Evo V      | -                            | N4 / PWRC | 4h47'45"8 | +3'28"2  | 6        |
| 3. (12.)                                    | 25       | Gianluigi Galli   | Guido D'Amore      | Mitsubishi Lancer Evo V      | Vieffe Corse SRL             | N4 / PWRC | 4h48'34"2 | +4'16"6  | 4        |
| 4. (13.)                                    | 51       | Olivier Gillet    | Freddy Delorme     | Mitsubishi Lancer Evo VI     | -                            | N4 / PWRC | 4h51'06"0 | +6'48"4  | 3        |
| 5. (14.)                                    | 24       | Andrea Maselli    | Nicola Arena       | Mitsubishi Lancer Evo V      | -                            | N4 / PWRC | 4h58'43"9 | +14'26"3 | 2        |
| 6. (15.)                                    | 23       | Boris Popovič     | Antonio Morassi    | Mitsubishi Lancer Evo VI     | -                            | N4 / PWRC | 5h00'48"1 | +16'30"5 | 1        |

| Principali ritiri | Principali ritiri | Principali ritiri | Principali ritiri | Principali ritiri    | Principali ritiri       | Principali ritiri | Principali ritiri | Principali ritiri |
| PS                | Nº                | Pilota            | Co-pilota         | Auto                 | Squadra                 | Classe            | Causa             | Pos.              |
| ----------------- | ----------------- | ----------------- | ----------------- | -------------------- | ----------------------- | ----------------- | ----------------- | ----------------- |
| PS 7              | 3                 | Richard Burns     | Robert Reid       | Subaru Impreza WRC99 | Subaru World Rally Team | WRC               | Motore            | 2º                |
| PS 7              | 9                 | François Delecour | Daniel Grataloup  | Peugeot 206 WRC      | Peugeot Esso            | WRC               | Motore            | 5º                |
| PS 7              | 10                | Gilles Panizzi    | Hervé Panizzi     | Peugeot 206 WRC      | Peugeot Esso            | WRC               | Motore            | 3º                |
| PS 7              | 17                | Marcus Grönholm   | Timo Rautiainen   | Peugeot 206 WRC      | Peugeot Esso            | WRC               | Motore            | 10º               |

Legenda
| Icona | Classe                                                                                  |
| ----- | --------------------------------------------------------------------------------------- |
| WRC   | Equipaggio che può conquistare punti per il campionato costruttori WRC                  |
| WRC   | Equipaggio di classe A8 che non può conquistare punti per il campionato costruttori WRC |
| PWRC  | Equipaggio registrato al campionato PWRC                                                |
| TC    | Equipaggio registrato alla Coppa FIA squadre                                            |
|       | Ulteriori classificazioni                                                               |

### Prove speciali
| Frazione            | Prova | Ora   | Nome                | Lunghezza | Vincitori                        | Tempo            | Leader del rally                 |
| ------------------- | ----- | ----- | ------------------- | --------- | -------------------------------- | ---------------- | -------------------------------- |
| Frazione 1 (20 Gen) | PS1   | 12:03 | Tourette du Chateau | 24,81 km  | Gilles Panizzi Hervé Panizzi     | 17'58"2          | Gilles Panizzi Hervé Panizzi     |
| Frazione 1 (20 Gen) | PS2   | 12:36 | St. Pierre          | 30,63 km  | Tommi Mäkinen Risto Mannisenmäki | 22'17"7          | Richard Burns Robert Reid        |
| Frazione 1 (20 Gen) | PS3   | 14:40 | Norante             | 19,75 km  | Richard Burns Robert Reid        | 12'49"8          | Richard Burns Robert Reid        |
| Frazione 1 (20 Gen) | PS4   | 17:28 | Selonnet 1          | 17,94 km  | Tommi Mäkinen Risto Mannisenmäki | 12'47"6          | Tommi Mäkinen Risto Mannisenmäki |
| Frazione 1 (20 Gen) | PS5   | 18:01 | Rochebrune 1        | 19,70 km  | Tommi Mäkinen Risto Mannisenmäki | 16'19"8          | Tommi Mäkinen Risto Mannisenmäki |
|                     |       |       |                     |           |                                  |                  | Tommi Mäkinen Risto Mannisenmäki |
| Frazione 2 (21 Gen) | PS6   | 08:38 | L'Epine             | 31,40 km  | prova cancellata                 | prova cancellata | Tommi Mäkinen Risto Mannisenmäki |
| Frazione 2 (21 Gen) | PS7   | 11:11 | Ruissas             | 27,70 km  | Juha Kankkunen Juha Repo         | 17'01"6          | Tommi Mäkinen Risto Mannisenmäki |
| Frazione 2 (21 Gen) | PS8   | 13:29 | Plan de Vitrolles   | 48,55 km  | Tommi Mäkinen Risto Mannisenmäki | 31'06"1          | Tommi Mäkinen Risto Mannisenmäki |
| Frazione 2 (21 Gen) | PS9   | 16:28 | Prunieres           | 34,12 km  | Colin McRae Nicky Grist          | 20'09"5          | Tommi Mäkinen Risto Mannisenmäki |
| Frazione 2 (21 Gen) | PS10  | 17:31 | Saint Clement       | 20,58 km  | Tommi Mäkinen Risto Mannisenmäki | 13'44"1          | Tommi Mäkinen Risto Mannisenmäki |
|                     |       |       |                     |           |                                  |                  | Tommi Mäkinen Risto Mannisenmäki |
| Frazione 3 (22 Gen) | PS11  | 07:12 | Selonnet 2          | 17,94 km  | Colin McRae Nicky Grist          | 12'46"1          | Tommi Mäkinen Risto Mannisenmäki |
| Frazione 3 (22 Gen) | PS12  | 07:45 | Rochebrune 2        | 19,70 km  | Tommi Mäkinen Risto Mannisenmäki | 16'16"1          | Tommi Mäkinen Risto Mannisenmäki |
| Frazione 3 (22 Gen) | PS13  | 09:25 | Sisteron            | 36,94 km  | Juha Kankkunen Juha Repo         | 25'04"0          | Tommi Mäkinen Risto Mannisenmäki |
| Frazione 3 (22 Gen) | PS14  | 12:40 | Saint Auban         | 29,17 km  | Carlos Sainz Luis Moya           | 19'23"9          | Tommi Mäkinen Risto Mannisenmäki |
| Frazione 3 (22 Gen) | PS15  | 15:56 | Sospel              | 33,88 km  | Carlos Sainz Luis Moya           | 23'34"2          | Tommi Mäkinen Risto Mannisenmäki |

## Classifiche mondiali
Classifica piloti
| Pos. | Pilota            | Punti |
| ---- | ----------------- | ----- |
| 1    | Tommi Mäkinen     | 10    |
| 2    | Carlos Sainz      | 6     |
| 3    | Juha Kankkunen    | 4     |
| 4    | Toni Gardemeister | 3     |
| 5    | Bruno Thiry       | 2     |
| 6    | Freddy Loix       | 1     |

Classifica costruttori WRC
| Pos. | Squadra                      | Punti |
| ---- | ---------------------------- | ----- |
| 1    | Marlboro Mitsubishi Ralliart | 12    |
| 2    | Ford Martini                 | 6     |
| 3    | Subaru World Rally Team      | 4     |
| 4    | SEAT Sport                   | 3     |
| 5    | Škoda World Rally Team       | 1     |